# Avunkulat
Avunkulat (od lat. avunculus = ujak), je pojam u etnografskoj literaturi koji označava usku vezu između ujaka i djece njegove sestre. Ovo se razumljivo, javlja prvenstveno kod matrilinearnih zajednica, gdje je on najbliži rođak djece svoje sestre. Do ovoga dolazi zbog same matrilinearnosti i matrilokalnog boravišta, pa neudana sestra nalazi glavno utočište kod svoje braće. Kasnije kada se ona uda, u pravilu se ova pomoć veoma lako prenosi na njezinu djecu. 
Najekstremniji oblik avunkulata nalazimo kod Fidžijanaca, gdje je poznat kao 'vasu' (=sestrin sin). Ovaj oblik avunkulata, na sreću je, ograničen samo na sina kraljeve sestre, on jednostavno smije prigrabiti sav imetak majčinog brata, osim imetka njegovih žena, te kuće i zemlje.

## Vanjske poveznice
Na njemačkom 